# Najas rigida
Najas rigida là một loài thực vật có hoa trong họ Hydrocharitaceae. Loài này được Griff. mô tả khoa học đầu tiên năm 1851.